# Gujan-Mestras

Gujan-Mestras este o comună în departamentul Gironde din sud-vestul Franței. În 2009 avea o populație de 18.794 de locuitori.

## Evoluția populației
| An        | 1975  | 1982  | 1990   | 1999   | 2006   | 2009   |
| --------- | ----- | ----- | ------ | ------ | ------ | ------ |
| Populație | 7.613 | 8.600 | 11.433 | 14.958 | 17.031 | 18.794 |